# 閻村駅
閻村駅（えんそんえき）は北京市房山区に位置する北京地下鉄燕房線の駅である。

## 駅構造
地上駅。

## 歴史
- 2017年12月30日 - 開業[1]。

## 隣の駅
北京地下鉄
■燕房線
紫草塢駅 - 閻村駅 - 星城駅